# Jean-Luc Picard
Jean-Luc Picard és un personatge fictici de la franquícia Star Trek, vist més sovint com l'oficial al comandament de la nau estel·lar USS Enterprise (NCC-1701-D) de la Federació. Interpretat per Patrick Stewart, Picard ha aparegut a la sèrie de televisió Star Trek: La nova generació (TNG) i a l'episodi inicial de Star Trek: Deep Space Nine, així com als llargmetratges Star Trek: Generations (1994), Star Trek: First Contact (1996), Star Trek: Insurrection (1998) i Star Trek: Nemesis (2002). També apareix com a personatge central a la sèrie Star Trek: Picard (2020–2023).

## Càsting i disseny
Després de l'èxit dels llargmetratges contemporanis de Star Trek, el 10 d'octubre de 1986 es va anunciar una nova sèrie de televisió Star Trek amb un nou repartiment. El creador de Star Trek, Gene Roddenberry, va batejar Picard per un o ambdós germans bessons Auguste Piccard i Jean Piccard, científics suïssos del segle xx. És interessant tenir en compte també l'astrònom i sacerdot francès del segle xvii, Jean Picard, la primera persona que va mesurar la mida de la Terra amb un grau raonable de precisió el 1669, i que avui es considera el pare de la geodèsia moderna.
Patrick Stewart, que té formació en teatre a la Royal Shakespeare Company, va ser considerat inicialment per al paper de Data. A principi dels anys setanta, el professor de la UCSB Homer Swander havia reclutat Stewart per ajudar a ensenyar als estudiants universitaris americans sobre William Shakespeare. Va ser a causa d'aquesta connexió que el 1986, Stewart era de visita a la UCLA per ajudar el professor David Rodes amb una sèrie de conferències públiques sobre Shakespeare. En una d'aquestes conferències, el productor Robert H. Justman va reconèixer immediatament que Stewart era el candidat ideal per a Picard.

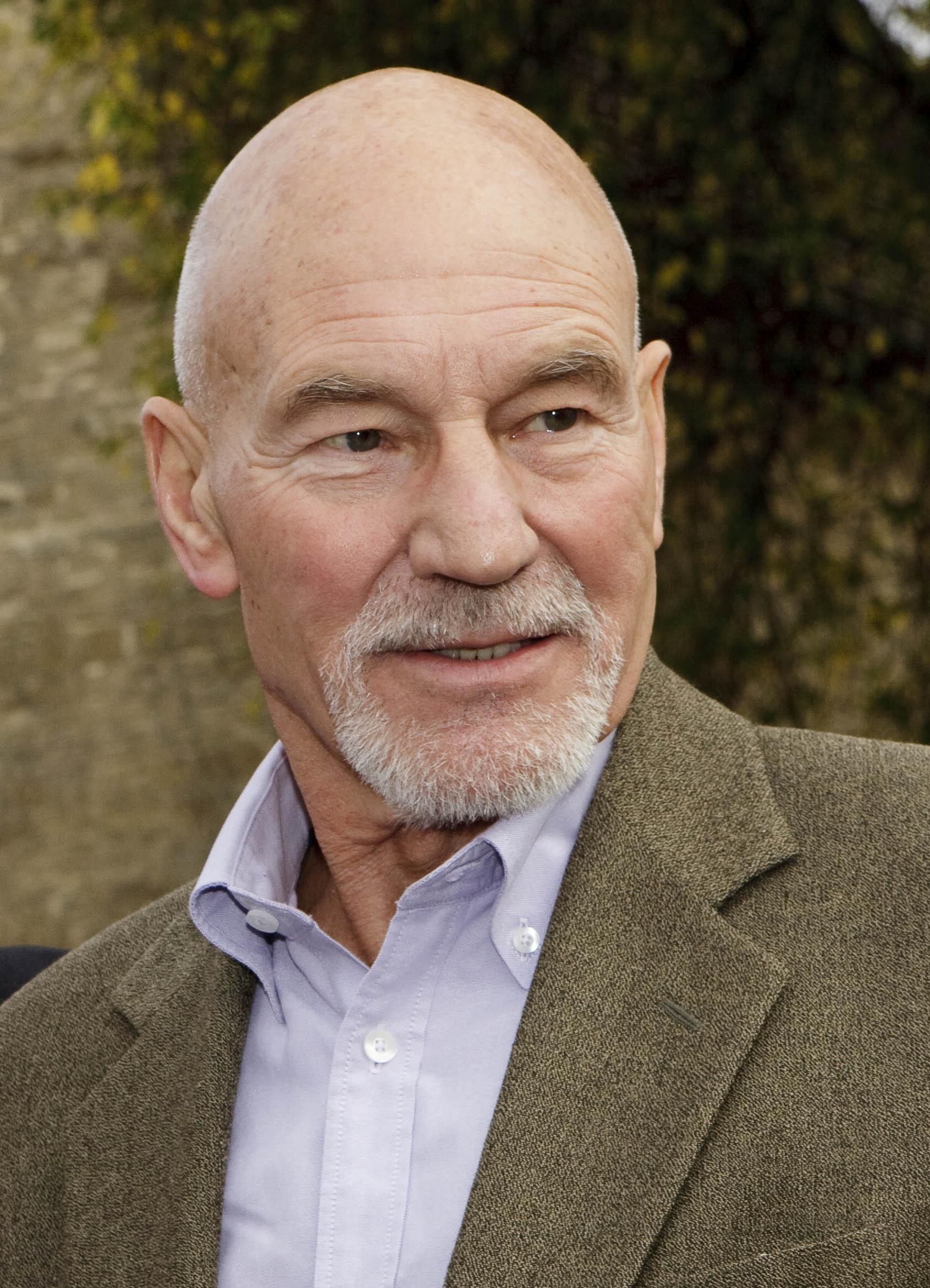
Patrick Stewart el 2009

Inicialment Roddenberry no volia posar Stewart com a Picard, ja que s'havia imaginat un actor que era «masculí, viril i tenia molts cabells». La primera opció de Roddenberry va ser Stephen Macht, i van necessitar «setmanes de discussió» amb Robert H. Justman, Rick Berman i el director de càsting per convèncer-lo que «Stewart era el que havien estat buscant per seure a la cadira del capità"; Roddenberry va acceptar després d'audicionar a tots els altres candidats per al paper. Els altres actors considerats inclouen Yaphet Kotto, Patrick Bauchau, Roy Thinnes i Mitchell Ryan. Kotto va rebutjar el paper per no canviar la seva carrera a la televisió després d'una prolífica carrera cinematogràfica; més tard ho va qualificar de «decisió equivocada». A Edward James Olmos li van oferir el paper, però no hi estava interessat.
Stewart no estava segur de per què els productors escollirien «un actor shakespearià anglès calb de mitjana edat» com a capità de l'Enterprise. Va fer enviar el seu tupé des de Londres per reunir-se amb els executius de la Paramount, però Roddenberry va ordenar a Stewart que li tragués el pèl «aspecte horrible». La veu estentòrica de Stewart va impressionar els executius, que van aprovar immediatament el càsting. Roddenberry va enviar a Stewart les novel·les d'Horatio Hornblower de C. S. Forester, dient que el personatge de Picard es basava en Hornblower, però Stewart ja estava familiaritzat amb el personatge, havent llegit els llibres quan era adolescent.
A mesura que avançava la sèrie, Stewart va exercir més control sobre el desenvolupament del personatge. Quan va començar la producció de la primera pel·lícula de La nova generació, «era impossible saber on va començar Jean-Luc i on va acabar Patrick Stewart», i a la quarta pel·lícula, Stewart va declarar:
| «                  | Em trobo parlant molt de Picard i una de les coses que he arribat a entendre és que com que parlo molt de Picard el que trobo és que parlo de mi mateix. Es va produir una mena de doble acció. En un sentit, Picard s'estava expandint així i, alhora, també s'acostava a mi i en algun aspecte suposo que fins i tot va influir en mi. Em vaig convertir en un millor oient del que mai havia estat com a resultat d'interpretar Jean Luc Picard perquè era una de les coses que fa molt bé. | » |
| — Patrick Stewart, | |   |

No obstant això, Stewart va declarar que no és tan seriós o inquietant com el seu alter ego.
Stewart també va declarar: «Una de les delícies d'haver fet aquesta sèrie i interpretat aquest paper és que la gent està tan atreta per tota la idea de Star Trek... diversos anys després que la sèrie hagi acabat… M'agrada escoltar quanta gent hi ha gaudint de la feina que vam fer… Sempre és gratificant per a mi que aquest anglès calb i de mitjana edat sembli connectar amb ells». Stewart ha comentat que el seu paper ha ajudat a obrir Shakespeare als aficionats a la ciència-ficció. Ha assenyalat la «presència habitual de Trekkies entre el públic» sempre que fa teatre, i ha afegit: «Després em trobo amb aquesta gent, rebo cartes d'ells i els veig a la porta de l'escenari… I em diuen: 'jo'. No havia vist mai Shakespeare abans, no pensava que ho entendria, però va ser meravellós i no puc esperar per tornar.'»

## Representació
Jean-Luc Picard va ser presentat a la televisió el 1987, a l'episodi debut «Trobada a Farpoint» de Star Trek: La nova generació. En aquesta sèrie de televisió de ciència-ficció, ell és el capità d'una nau espacial tripulada de l'organització fictícia Flota Estel·lar mentre visita diversos exoplanetes i extraterrestres dins i fora de la seva Federació Unida de Planetes. Està ambientada a final del segle xxiv, i Picard ha d'equilibrar els reptes de les persones i la tecnologia. Com a personatge de la franquícia «Star Trek», Picard apareix en diversos llibres, còmics, jocs d'ordinador i pel·lícules al llarg de la dècada de 1990 i en una varietat de marxandatge. Se'l retrata com una persona profundament commoguda pel desig d'explorar l'univers i amb un fort sentit del deure; tanmateix, té dubtes sobre no tenir família i dificultats per interactuar amb els nens. Alguns dels seus interessos, tal com es presenten a la sèrie, inclouen l'exploració espacial, Shakespeare i l'arqueologia.
La tripulació unida de l'«Enterprise» proporciona les seves principals amistats mentre s'enfronten a la Via Làctia. Cal destacar que estableix amistats molt duradores amb el seu primer oficial William T. Riker, l'oficial tàctic Worf, la consellera Deanna Troi, el timoner convertit en enginyer en cap Geordi La Forge i l'oficial científic Data. De vegades també es representa Picard tenint una subtil tensió romàntica amb la doctora en cap de la nau, Beverly Crusher, vídua del seu antic company de tripulació i millor amic Jack. Cap al final del període de temps de «La nova generació», adquireix una protegida, Ro Laren, però ella deserta a l'organització terrorista Maquis, traint-lo.
Entre els episodis destacats que presenten el personatge de Jean-Luc Picard hi ha «El bo i millor d'ambdós mons» (Parts I i II), «L'Enterprise del passat», «Família», «Totes les coses bones...», «Mosaic», i «La llum interior». L'actor Patrick Stewart va comentar sobre el personatge: «Durant aquests darrers anys, ha estat humil escoltar moltes històries sobre com La nova generació va portar consol a la gent, els va ajudar a superar períodes difícils de les seves vides o com l'exemple de Jean-Luc va inspirar tants a seguir els seus passos, perseguint la ciència, l'exploració i el lideratge..."

### Sèrie de televisió
Jean-Luc Picard va néixer de Maurice i Yvette Picard a La Barre, França, el 13 de juliol de 2305. De petit, somiava amb unir-se a la Flota Estel·lar. Ell i la resta de la seva família parlen anglès, amb dialecte de l'anglès britànic — la llengua francesa es va tornar obscura al segle XXIV, com es menciona a l'episodi de La nova generació «Codi d'honor». A la primera temporada de La nova generació, es va descriure a Picard com algú que tenia un orgull especial per ser francès, tot i que això es va eliminar a la segona temporada. Picard també té diversos hàbits britànics, com ara el consum regular de te Earl Grey, una afició per Shakespeare (que interpreta en simulacions de holocoberta), muntar a cavall amb arnes angleses i un coneixement de cançons britàniques amb associacions de la Royal Navy com ara «A British Tar» (Gilbert i Sullivan) i «Heart of Oak». El jove Picard va suspendre el seu primer examen d'entrada a l'Acadèmia de la Flota Estel·lar i, en ser admès, es va trobar amb nombroses dificultats ètiques i acadèmiques durant la seva carrera de cadet, però va continuar prosperant, desenvolupant una passió de tota la vida per l'arqueologia, i es va convertir en el primer estudiant de primer any a guanyar la marató de l'Acadèmia. Poc després de la graduació, Picard va ser apunyalat al cor per un nausicaan, deixant l'òrgan irreparable i requerint la seva substitució per un implant partenogenètic; això va resultar gairebé fatal més tard. L'alferes Picard fou destinat a l'USS Reliant,més tard va servir com a primer oficial a l'USS Stargazer, que més tard va comandar. Durant aquest temps, va realitzar una tàctica de batalla en velocitat de distorsió que es coneixeria com la Maniobra Picard.
Representat com a profundament moral, altament lògic i intel·ligent, Picard és un mestre de la diplomàcia i el debat que resol problemes aparentment intractables entre múltiples parts, de vegades implacables, amb una saviesa semblant a la de Salomó d'Israel. Tot i que aquestes resolucions solen ser pacífiques, també es mostra a Picard utilitzant la seva notable astúcia tàctica en situacions en què cal. Picard té una afició per les històries de detectius, el drama shakespearià i l'arqueologia. Les seves frases fetes són «Fes-ho així» i «Engage», però també «Te, Earl Grey, calent» quan demana al replicador de l'ordinador.
"El primer deure de tot oficial de la Flota Estel·lar és la veritat, ja sigui veritat científica, veritat històrica o veritat personal. És el principi rector en què es basa la Flota Estel·lar, i si no pots trobar dins teu la capacitat d'aixecar-te i dir la veritat sobre el que va passar, no mereixes portar aquest uniforme." 
Star Trek: La nova generació representa el comandament de Picard de l'USS Enterprise (NCC-1701-D). L'episodi pilot mostra la missió de la nau d'investigar un problema a l'estació Farpoint, que es desvia quan una entitat coneguda com a Q fa que Picard sigui «representant» en un judici que acusa la humanitat de ser una «raça infantil perillosament salvatge». Picard persuadeix Q perquè posi a prova la humanitat, i Q tria com a primera etapa de la prova el rendiment de la tripulació a Farpoint. El judici «acaba» set anys després (tot i que Q recorda a Picard que el judici no acaba mai), al Totes les coses bones..., quan la humanitat és absolta per la demostració de Picard que l'espècie té la capacitat d'explorar les «possibilitats de l'existència».
El final de la tercera temporada, «El bo i millor d'ambdós mons, part I», representa Picard sent assimilat pels Borg per servir de pont entre la humanitat i els Borg (rebatejats com a Locutus dels Borg); l'assimilació i la recuperació de Picard són un punt crític en el desenvolupament del personatge i van proporcionar una història de fons per a la pel·lícula Star Trek: First Contact i la sèrie de seqüeles Star Trek: Picard, i el desenvolupament de Benjamin Sisko, el protagonista de Star Trek: Deep Space Nine a l'estrena de la sèrie «Emissary.» Stewart va demanar a Roddenberry que mantingués Picard com a Borg durant uns quants episodis més després del final de la tercera temporada, ja que pensava que seria més interessant que simplement restaurar Picard a la segona part. Més tard es revela a First Contact que es van treure parts de la maquinària Borg de l'interior de Picard, però que conserva records traumàtics, efectes neurològics persistents de l'assimilació (que es converteixen en un gir argumental crucial a Star Trek: First Contact). Un altre efecte secundari és el trastorn (fictici) del lòbul parietal, la síndrome irumòdica, que es revela a la tercera temporada de Star Trek: Picard que és causada per alteracions Borg en el seu genoma.
L'episodi «Family» de la quarta temporada» revela que Picard té un germà, Robert, que es va fer càrrec de les vinyes familiars a La Barre després que Picard s'unís a la Flota Estel·lar. Robert i la seva dona tenen un fill petit, René. A la pel·lícula Star Trek: Generations, Picard està devastat en saber que Robert i René han mort tots dos en un incendi, i pitjor encara, la pèrdua el converteix en l'últim de la família Picard, fins als esdeveniments de Star Trek: Picard.

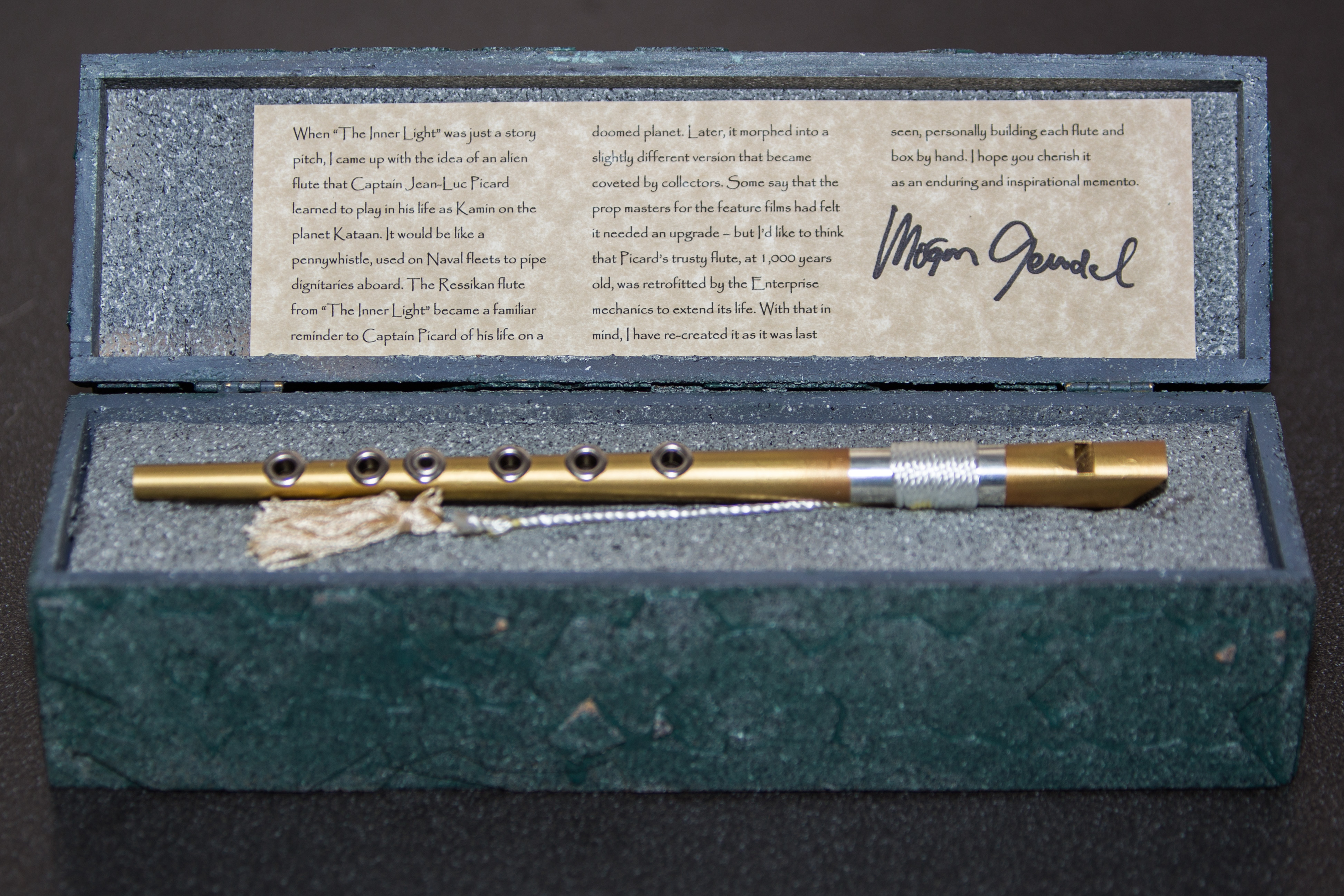
Rèplica de Morgan Gendel de la flauta ressikana usada per Picard a «La llum interior», per la que Gendel va escriure la història i va coescriure la trama televisiva

Una trobada amb una sonda alienígena fa que Picard quedi atrapat en una altra vida, la vida d'un científic al seu món natal moribund, a l'episodi guanyador del premi Hugo de la cinquena temporada «La llum interior». L'episodi té una escena on Picard toca una flauta alienígena, que va ser aclamada per la crítica com una de les millors escenes de la sèrie. Quan la flauta va anar a subhastar el 2006, es va suggerir que es podria adquirir per 300 dòlars (equivalents a 500 e l2024), però es va vendre per 48.000 dòlars (equivalent a 74,900 dòlars el 2024). La flauta reapareix com a símbol del breu vincle romàntic de Picard amb una de les seves oficials, la tinent comandant Nella Daren, a l'episodi de la sisena temporada «Lliçons», que mostra les lluites melancòliques de Picard per mantenir una vida romàntica com a capità de nau estel·lar.
Picard va fer la seva última aparició a Star Trek: La nova generació a la televisió amb la setena temporada i el final de la sèrie «Totes les coses bones...», que va ser vist per més de 30 milions d'espectadors.

### Pel·lícules
Picard uneix forces amb el capità James T. Kirk de l'«Enterprise» del segle XXIII a «Star Trek: Generations» per lluitar contra el dolent de la pel·lícula, el Dr. Tolian Soran. Comandant el nou USS Enterprise-E (després que l' Enterprise-D sigui destruïda a Generations), Picard s'enfronta de nou als Borg i a la seva Reina a First Contact. Més tard, defensa la Primera Directiva i lluita contra el trasllat forçat dels Ba'ku a Star Trek: Insurrection, i es troba amb Shinzon, un clon d'ell mateix fet per uns romulans, abans de veure com Data se sacrifica per derrotar Shinzon i ajudar a restaurar l'estabilitat política a Romulus, a Star Trek: Nemesis.

### Streaming
CBS All Access, Alex Kurtzman i Patrick Stewart van anunciar una nova sèrie de Star Trek el juliol de 2018 i llançada el 23 de gener de 2020 sota el títol Star Trek: Picard, en què Stewart torna a interpretar el seu paper de Picard. Star Trek: Picard està ambientada a finals del segle XXIV. Un almirall Picard, ara retirat, viu amb dos antics agents romulans de Tal Shiar, que s'han convertit en els seus companys de solitud a Château Picard, la finca de vinyes Picard a La Barre, França (filmada al celler Sunstone a la vall de Santa Ynez, Califòrnia). La seva retirada va ser provocada pel seu fracàs a l'hora de salvar els romulans de la supernova Hobus que es representa a Star Trek la pel·lícula del 2009, on l'evacuació planificada va ser la raó per la qual es va unir a l'almirallat, i també va arruïnar la vida d'un altre dels seus protegits, l'oficial de la Flota Estel·lar Raffi Musiker. A la primera temporada, una dona misteriosa, Dahj Asha, arriba a la seva finca buscant refugi, i Picard s'assabenta que pot ser un androide de tipus Soong, creat a partir de les restes de Data. Els androides havien estat il·legalitzats arran de la seva rebel·lió a Mart, que va conduir directament al fracàs de l'intent de rescat romulà.
Aviat, Picard es veu involucrat en una conspiració per suprimir tota la vida sintètica, que implica les restes del Tal Shiar. Picard, acompanyat per un equip heterogeni a La Sirena, treballa per subvertir aquesta conspiració. Al final de la primera temporada, la forma humana de Picard expira en Coppelius a causa de la seva síndrome Irumodica, i es troba amb la consciència de Data, encara viva en una matriu simulada. Data suplica a Picard que finalment el deixi morir, ja que considera que la finitud de la vida és una característica humana definidora. Data informa a Picard que els científics «van ser capaços d'escanejar, cartografiar i transferir una imatge neuronal completa dels substrats del teu cervell" a un cos sintètic, configurat específicament per donar-li només la vida que hauria viscut si no hagués tingut la seva malaltia anterior. Picard compleix la petició de Data, quedant-se al seu costat a la matriu simulada mentre Data mor. Picard continua explorant l'espai en el seu nou cos abans de tornar a Château Picard, a La Sirena.
A la segona temporada, ambientada l'any 2401, Picard es converteix en canceller de l'Acadèmia de la Flota Estel·lar. Els Borg demanen a Picard que negociï amb ells per ajudar a investigar una nova anomalia espacial. Picard és portat a bord de la nova nau de la Flota Estel·lar USS Stargazer. Q viatja a la nau per plantejar-li a Picard un gran repte i el llança a una línia temporal alternativa on Picard és un general altament condecorat de la Confederació de la Terra neofeixista i xenòfoba. En sentir que alguna cosa va malament, Picard i la tripulació de La Sirena s'uneixen a la Reina Borg per accedir a la tecnologia del viatge en el temps, i s'assabenten que Q ha situat el punt de divergència l'any 2024, abans que l'avantpassat de Picard, Renée Picard, s'embarqui en una missió humana a Europa i desencadeni esdeveniments que portin la humanitat al primer contacte. Picard i la tripulació, amb l'ajuda de la versió jove de la seva futura amiga Guinan i l'«àngel de la guarda» romulà de Renée, Tallinn, s'aventuren per Los Angeles, defensant-se de l'eugenista alineat amb els Borg Adam Soong, i convencen Renée perquè superi la seva malaltia mental i vagi a la missió, restaurant així la línia de temps i completant el repte de Q. En fer-ho, Picard també accepta que el seu pare Maurice no era maltractador i que, sense voler, va ajudar la seva mare Yvette a suïcidar-se a causa d'una malaltia mental quan era petit. Q revela que és el seu últim regal a Picard abans de retornar-lo a l'«Stargazer» el 2401 en la línia de temps correcta i ascendir a un nivell d'existència superior. Picard negocia amb èxit amb els Borg, formant una aliança destinada a investigar l'anomalia, i encén un romanç amb Laris, una de les seves companyes romulanes després de la mort del seu marit Zhaban.
A la tercera temporada, ambientada més tard aquell mateix any, Picard ha aprofundit la seva relació amb Laris, però rep un missatge d'angoixa de Beverly Crusher, la nau de la qual és atacada per una conspiració fosca de criminals just als afores de l'espai de la Federació. Picard i Riker controlen la nau de la Flota Estel·lar USS Titan amb falsos pretextos i rescaten Crusher, que revela que va tenir un fill, Jack II, amb Picard poc després dels esdeveniments de Nemesis, i va amagar Jack de Picard per mantenir-lo fora de perill dels creixents intents d'assassinat contra Picard. Els enfrontaments de Picard i Riker amb els conspiradors, combinats amb els esforços dels seus protegits Worf, Ro i Raffi, revelen que una facció rebel de canviants s'han infiltrat als nivells més alts de la Flota Estel·lar. i estan interessats a reiniciar la Guerra del Domini. Volen facilitar-ho robant el cos orgànic original mort de Picard. Picard captura el cap de la facció, Vadic, i descobreix els seus motius, però no pot evitar la seva fugida, fins que és assassinada per un Data ressuscitat. Worf i Raffi rescaten Troi i Riker d'una perdició segura, i la tripulació del pont «Enterprise"-D es reuneix. La tripulació descobreix que el genoma i el cervell del cos original d'en Picard contenen irregularitats que li permeten sentir el Col·lectiu Borg, i els canviants rebels han treballat amb els Borg per analitzar-los i implantar-los a tots els codis de transport de la Flota Estel·lar, reescrivint així el genoma de tots els usuaris amb un lòbul parietal immadur. La tripulació no aconsegueix avisar la resta de la Flota Estel·lar a temps, ja que els Borg assimilen els membres més joves de la Flota Estel·lar. La tripulació de l'«Enterprise"-D es veu obligada a fugir al Museu de la Flota Estel·lar, on La Forge revela el seu projecte secret, un «Enterprise"-D recentment reconstruït i completament funcional, i dóna el comandament a Picard.
Picard rescata amb èxit un Jack recentment assimilat infiltrant-se a l'últim cub dels Borg i connectant-se a la ment col·lectiva Borg per professar el seu amor paternal a Jack, mentre que Beverly destrueix la seva font d'energia amb els torpedes de l'«Enterprise», eliminant els malvats Borg i la seva reina d'una vegada per totes. L'any 2402, Picard i Beverly, que acaben de acomiadar-se de Jack abans de la seva primera missió a la Flota Estel·lar, assessor especial del capità Set de Nou, a bord del recentment rebatejat USS Enterprise-G (formalment el Titan), són vistos per última vegada jugant a pòquer al bar Ten Forward de Los Angeles, amb la resta de la tripulació de l'«Enterprise"-D, finalment contents amb les seves vides.

### Desenvolupament en obres no canòniques
A les novel·les de Pocket Books, Picard s'ha casat amb Beverly Crusher, i tenen un fill anomenat René Jacques Robert François Picard. Jean-Luc també es correspon regularment amb Marie, la seva cunyada, que encara manté les vinyes familiars. Picard va romandre com a capità de l'«Enterprise"-E fins al 2387, quan els esdeveniments de «Star Trek: Coda» revelen que aquests esdeveniments tenen lloc en una línia de temps alternativa de la realitat «primària» (la que es representa a la sèrie de televisió) coneguda com el Primer Esquitx, creada durant un atac Borg a l'«Enterprise"-E desplaçat durant els esdeveniments de «First Contact». Quan els poderosos devidians intenten consumir realitats alternatives explotant la debilitat de la realitat del Primer Esquitx, Picard ha de liderar una tripulació d'aliats reunits per esborrar la seva realitat de l'existència per tal de protegir l'univers primari de l'Apocalipsi Temporal, una onada devastadora d'energia temporal causada per l'alimentació dels devidians que amenaçava de destruir el multivers si consumien el Primer Esquitx i obtenien un poder encara més gran.
A la minisèrie de còmics «Star Trek: Countdown», una preqüela reinventada de «Star Trek» (2009), es representa a Picard retirat de la Flota Estel·lar i convertit en ambaixador de la Federació a Vulcà. El 2387, treballa amb Data, el nou comandant de l'«Enterprise"-E, l'ambaixador Spock, i el miner romulà Nero per salvar l'Imperi Estel·lar Romulà d'una supernova cataclísmica. És present a bord de l'«Enterprise» mentre s'enfronta a Nero, que s'ha tornat boig i ha començat a matar no romulans després que no aconsegueixin salvar Romulus. L'«Enterprise» arriba massa tard per ajudar l'ambaixador Spock contra Nero, creient que tant Spock com Nero han estat consumits pel forat negre artificial que Spock va crear.
El videojoc per a PC Star Trek: Hidden Evil (1999) inclou el doblatge de Brent Spiner com a Data i Patrick Stewart com a capità Picard, amb la trama com a continuació de la novena pel·lícula Star Trek Star Trek: Insurrection (1998), que també va protagonitzar ambdues combinacions actor-personatge. Patrick Stewart també va posar la veu a Picard i Locutus per al videojoc de l'any 2000 Star Trek: Armada.

## Recepció
El capità Kirk va ser l'home d'acció fins al final. El van fer donar un cop de puny al dolent... i mentrestant tenien el capità Picard com l'intel·lectual que intentava desmantellar el míssil fent-ho a través de la pantalla de l'ordinador... Això era Kirk contra Picard, en poques paraules. 
El personatge va rebre elogis de la crítica entre els fans de «La nova generació», i normalment se'l considera un dels dos millors capitans de la franquícia «Star Trek"; sovint hi ha debats llargs i seriosos sobre si Picard o James T. Kirk és el «millor» capità de la Flota Estel·lar. Un article de portada de la «TV Guide» de 1991 es titulava «És Kirk contra Picard: els experts i els fans debaten qui és el millor». En una visió més desenfadada del debat, la portada d'un especial Star Trek de Mad de 1994 mostra Kirk i Picard lluitant infantilment per encaixar a la cadira del capità de l'Enterprise, mentre Scotty i Worf observen els seus respectius comandants amb aspecte d'estupefacció. A la seva cançó paròdica «White and Nerdy», satiritzant la cultura nerd, «Weird Al» Yankovic va cantar els versos «L'única pregunta que mai vaig pensar que era difícil/Era si m'agrada Kirk o m'agrada Picard?». Picard és considerat el delegador d'autoritat definitiu, sabent «com recopilar i utilitzar dades millor que qualsevol altre capità de Star Trek». El seu estil de lideratge «és el més adequat per a un equip gran, centrat en processos, ja sigui geogràficament idèntic o divers». Es considera que Kirk i Picard estan atents a les necessitats de les seves respectives tripulacions. Quan es va preguntar a Stewart i William Shatner el 1991 com haurien tractat els seus personatges amb Saddam Hussein, Shatner va declarar que Kirk «li hauria dit que caigués mort», mentre que Stewart va bromejar dient que Picard «encara estaria parlant».
El 2015, Stewart va abordar un dilema que feia temps que es plantejaven els fans de Star Trek: «Si Kirk i Picard lluitéssin entre ells, qui guanyaria?» a la revista Smithsonian, dient que Picard preferiria negociar amb l'esperança d'evitar completament una baralla.
UGO Networks va classificar Picard com un dels seus millors herois de l'entreteniment, dient: «No té el sentit de l'estil de Kirk, però tenia la tendència a prendre's-ho tot molt, molt seriosament durant anys». També es va convertir en un símbol sexual.
El 2012, IGN va classificar Picard, tal com apareix a la sèrie i les pel·lícules «La nova generació», com el tercer personatge principal de l'univers «Star Trek», darrere de Spock i Kirk en primer i segon lloc respectivament. El 2017, IndieWire va classificar Picard com el millor personatge número u de «Star Trek: La nova generació». El 2017, Screen Rant va classificar Picard com la persona més atractiva de l'univers Star Trek, per davant de Nyota Uhura (núm. 2), Benjamin Sisko (núm. 3) i Set de Nou (núm. 4).
El 2018, Screen Rant va classificar Picard com un dels 8 personatges més poderosos de «Star Trek», i va comentar que Picard és «interpretat amb l'encant i la serietat característics de Patrick Stewart."
El 2018, CBR va classificar Picard com el segon millor personatge de la Flota Estel·lar de Star Trek; Kirk és el primer.
El 2019, Jean-Luc Picard va ser classificat com el 8è personatge més sexy de Star Trek per Syfy. El juliol de 2019, Screen Rant va classificar Picard com el sisè personatge més intel·ligent de «Star Trek».

## Altres actors
El personatge de Jean-Luc Picard també ha estat interpretat per:
- David Birkin a «Trapelles», 15 de novembre de 1992 — una versió infantil.
- Marcus Nash a «Mosaic», 15 de febrer de 1993 — una versió jove, acabat de graduar-se de la Flota Estel·lar.
- Tom Hardy a Star Trek: Nemesis (2002) — fotografia, i també com a clon més jove, Shinzon
- Dylan Von Halle a «The Star Gazer» de Star Trek: Picard, 3 de març de 2022 — una versió infantil.